# Prusowy Borek
Prusowy Borek (deutsch Prussowborrek, 1932 bis 1945 Preußenwalde) ist ein Dorf in der polnischen Woiwodschaft Ermland-Masuren. Es gehört zur Gmina Szczytno (Landgemeinde Ortelsburg) im Powiat Szczycieński (Kreis Ortelsburg).

## Geographische Lage
Prusowy Borek liegt in der südlichen Mitte der Woiwodschaft Ermland-Masuren, sieben Kilometer südöstlich der Kreisstadt Szczytno (deutsch Ortelsburg).

## Geschichte
Das nach 1820 Prussowborek genannte kleine Dorf wurde im Jahre 1803 gegründet. Damals waren hier neun Siedler ansässig, die ihre bisherigen „Scheffelplätze“ im Korpeller Forst „zu Erbrechten“ erhielten.
Von 1874 bis 1945 gehörte der Ort zum Amtsbezirk Wawrochen (polnisch Wawrochy), der – 1938 in „Amtsbezirk Deutschheide“ umbenannt – zum Kreis Ortelsburg in der preußischen Provinz Ostpreußen gehörte. Im Jahre 1910 zählte Prussowborrek 184 Einwohner.
Aufgrund der Bestimmungen des Versailler Vertrags stimmte die Bevölkerung im Abstimmungsgebiet Allenstein, zu dem Prussowborek gehörte, am 11. Juli 1920 über die weitere staatliche Zugehörigkeit zu Ostpreußen (und damit zu Deutschland) oder den Anschluss an Polen ab. In Prussowborek stimmten 133 Einwohner für den Verbleib bei Ostpreußen, auf Polen entfiel eine Stimme.
Am 1. Dezember 1932 wurde Prussowborrek in „Preußenwalde“ umbenannt. Die Einwohnerzahl belief sich 1933 auf 193 und 1939 auf 180.
In Kriegsfolge kam das Dorf 1945 mit dem gesamten südlichen Ostpreußen zu Polen und erhielt die polnische Namensform „Prusowy Borek“. Mit dem Sitz eines Schulzenamtes (polnisch Sołectwo) ist es heute eine Ortschaft im Verbund der Landgemeinde Szczytno (Ortelsburg) im Powiat Szczycieński (Kreis Ortelsburg), bis 1998 der Woiwodschaft Olsztyn, seither der Woiwodschaft Ermland-Masuren zugehörig. Im Jahre 2011 zählte Prusowy Borek 145 Einwohner.

## Kirche
Prussowborrek resp. Preußenwalde war bis 1945 in die evangelische Kirche Ortelsburg in der Kirchenprovinz Ostpreußen der Kirche der Altpreußischen Union sowie in die römisch-katholische Pfarrkirche Ortelsburg im Bistum Ermland eingegliedert. Auch heute besteht für Prusowy Borek die kirchliche Beziehung zur Kreisstadt: zur evangelischen Pfarrei Szczytno in der Diözese Masuren der Evangelisch-Augsburgischen Kirche in Polen bzw. zur römisch-katholischen Kirche dort, die jetzt zum Erzbistum Ermland gehört.

## Verkehr
Prusowy Borek liegt an einer Nebenstraße, die von der polnischen Landesstraße 53 (frühere deutsche Reichsstraße 134) bei Szczytno in südlicher Richtung bis nach Lipowiec (Lipowitz, 1933 bis 1945 Lindenort) führt. Eine Bahnanbindung besteht nicht.